# ASARCO
ASARCO este o companie cu activități în minerit și metalurgie care este o al treilea furnizor de cupru din Statele Unite ale Americii.
În anul 2008 compania a produs 235.000 de tone de cupru, iar minele pe care le controlează au o rezervă estimată la cinci milioane de tone de cupru.
A solicitat protecția împotriva falimentului în 2005, după ce a fost dată în judecată, pentru un miliard de dolari, pe motive de poluare.